# Heather Moyse
Pour les articles homonymes, voir Moyse.
Heather Leann Moyse, née le 23 juillet 1978 à Summerside, est une pousseuse de bobsleigh canadienne et une joueuse de rugby à XV occupant le poste d'ailier ou même arrière, pour le club du Toronto Scottish RFC et en sélection nationale pour l'équipe du Canada. Elle est notamment championne olympique de bobsleigh en 2010 et en 2014.

## Biographie
Heather Moyse est née et a grandi à Summerside, dans l'Île-du-Prince-Édouard, ses parents l'ont inscrite à plusieurs activités parascolaires, elle pratique très vite la gymnastique à 4 ans et le patinage artistique à 5 ans.
Elle honore sa première sélection avec l'équipe du Canada de rugby en novembre 2004 contre l'équipe d'Angleterre.
Elle dispute la Coupe du monde 2006 où en cinq matchs (4 titularisations), elle inscrit sept essais et est désignée meilleure réalisatrice de la compétition pour les essais.
Au tournoi international 2008 de rugby à sept de Hong-Kong, elle termine la compétition meilleure réalisatrice avec 11 essais en seulement quatre rencontres, dont trois inscrits lors de la demi-finale victorieuse contre le Kazakhstan et le seul essai canadien de la finale perdue 21-7 contre les États-Unis.
Elle se blesse au rugby (fracture à l'épaule) et se concentre sur le bobsleigh, son autre passion, pour remporter, après une quatrième place lors des Jeux olympiques 2006, la médaille d'or chez elle à Vancouver en février 2010, associée à Kaillie Humphries.
Après avoir pratiqué l'athlétisme à un bon niveau universitaire, le triple saut et le sprint en particulier, elle devient une championne de bobsleigh en 2005.
Freineuse d'Helen Upperton à partir de 2005, Kaillie Humphries est victime d'une blessure à la cheville qui l'éloigne de la compétition. Heather Moyse prend sa place au côté d'Upperton.
Au cours de sa première saison avec le pilote Helen Upperton, Heather remporte les championnats canadiens et la deuxième place générale de la Coupe du monde. Elle participe aux épreuves olympiques de 2006.
En 2009, associée à Kaillie Humphries, la pilote, elle est dans le top 10 mondial avec une cinquième place aux mondiaux de bob à 2 féminin. Elle est alors dans l'optique des épreuves olympiques de 2010 de Vancouver l'une des chances canadiennes.
En 2010, elle se prépare dans l'optique des Jeux olympiques d'hiver de Vancouver dont les épreuves de bobsleigh se déroulent à Whistler. En coupe du monde qui précède les JO, elle monte à quatre reprises sur le podium sur les huit étapes dont notamment une victoire à Altenberg. Ses bonnes performances en coupe du monde lui permettent de terminer à la seconde place au général derrière l'Allemande Sandra Kiriasis et devant Cathleen Martini, et la placent dans une position de favorite pour une médaille olympique.
Six semaines après avoir remporté la médaille d'or aux Jeux olympiques de 2010, elle participe à une séance d'entraînement avec l'équipe du Canada.
Elle dispute la Coupe du monde 2010 où lors des quatre premiers matchs (4 titularisations), elle inscrit six essais.
En 2012, elle représente son pays dans une troisième discipline sportive, le cyclisme sur piste. En mars, elle participe aux XXVIIe championnats panaméricains à Mar del Plata. Elle termine quatrième du 500 mètres contre-la-montre et bien qu'elle n'ait jamais disputé de séries en un contre un avant cette compétition, elle réussit à terminer cinquième de la vitesse individuelle.
En 2014, Moyse est à nouveau championne olympique dans l'épreuve de bob à deux.

## Palmarès

### Bobsleigh

#### Bobsleigh aux Jeux olympiques
- Quatrième place en 2006
- : Médaille d'or de bobsleigh féminin à deux aux Jeux olympiques 2010
- : Médaille d'or de bobsleigh féminin à deux aux Jeux olympiques 2014

#### Championnats du monde 2011
- : Médaille de bronze de bobsleigh féminin à deux avec Kaillie Humphries
- : Médaille de bronze lors de l'épreuve mixte par équipe

### Coupe du monde
- 2e de la coupe du monde  2006 et 2010.
- 17 podiums  : 
  - en bob à 2 : 6 victoires, 6 deuxièmes places et 5 troisièmes places.

#### Détails des victoires en Coupe du monde
| Édition   | Bob à 2                          |
| 2005-2006 | Saint-Moritz                     |
| 2008-2009 | Igls                             |
| 2009-2010 | Altenberg                        |
| 2013-2014 | Calgary Lake Placid Saint-Moritz |

### Rugby à XV
- Toronto Scottish RFC
- 17 sélections en Équipe du Canada féminine de rugby à XV
- participation à la Coupe du monde 2006 : quatrième place.
- participation à la Coupe du monde 2010.

### Cyclisme sur piste
- Championnats panaméricains de 2012
  - Quatrième du 500 mètres départ arrêté[10].
  - Cinquième de la vitesse individuelle[11] (éliminée en quarts de finale[12]).